# سوزوکی آلتو لاپین
سوزوکی آلتو لاپین (Suzuki Alto Lapin) خودرویی است که از سال ۲۰۰۲ تا ۲۰۰۸ تولید شده‌است.
این خودرو در کلاس خودرو کی قرار گرفته و طراحی آن خودروهای موتور جلو-محور جلو بوده است. سیستم جعبه‌دندهٔ آن ۵ دنده به دو صورت خودکار و دستی است.